# Aeroportul Blue Grass
Aeroportul Blue Grass (IATA: LEX, ICAO: KLEX, FAA LID: LEX) este un aeroport din Kentucky, Statele Unite ale Americii ce deservește zona Lexington. Aeroportul a fost tranzitat în 2019 de 1.413.914 pasageri. A fost deschis în 1942.
Situat la o altitudine de 298 m, aeroportul dispune de 2 piste.

## Infrastructură

### Piste
Aeroportul dispune de 2 piste. Pista 04/22 are suprafața de asfalt și dimensiunile 7.004 picioare × 150 picioare. Pista 09/27 are suprafața de beton și dimensiunile 4.000 picioare × 75 picioare. 